# Лазерная наплавка
Ла́зерная напла́вка — метод нанесения материала при помощи лазерного луча, использующегося для создания ванны расплава, куда подается материал. В качестве присадки могут использоваться как порошки, так и проволоки.

## Технология
Современное оборудование для лазерной наплавки, в основном, оснащается диодными или оптоволоконными лазерными источниками. Помимо этого существуют газовые и другие источники, также используемые для наплавки.
Лазерная наплавка по характеру излучения бывает:
1. Лазером в непрерывным излучением.
2. Импульсным лазером.

По способу подачи наплавляемого материала существуют проволочная и порошковая лазерная наплавка.
Существуют следующие способы подачи материала:
- Коаксиальная.
- Латеральная.

Для лазерной наплавки применимы типы лазеров, генерирующих на длине волны излучения в диапазоне 0,9—10,2 мкм, так как в этом диапазоне у большинства чистых металлов и сплавов степень поглощения излучения достаточна, а стоимость лазерного излучателя приемлема для процесса. 
Используются следующие типы лазеров:
1. Оптоволоконные лазеры.
2. Лазеры на алюмо-иттриевом гранате (YAG:Nd) с ламповой или диодной накачкой.
3. СО2 лазеры (вышли из применения в следствии дорого обслуживания и соотношения цены за килловат мощности/пиковой мощности, сложной системы передачи излучения к месту работы)

Наплавка лазером с непрерывным излучением
Такая наплавка характеризуется большей производительностью. Среднее значение зоны перемешивания материала наплавки с основой составляет 10—100 мкм, в зависимости от режимов наплавки. Толщина наплавляемого слоя за один проход варьируется от 0,05—3 мм.
Существуют оптические системы, позволяющие наплавлять как на внешние, так и на внутренние поверхности. Для наплавки на внутренние поверхности дополнительно используются призмы или зеркала поворачивающие поток света.
Основными потребителями технологий лазерной наплавки являются: нефтегазовая отрасль, общее машиностроение, производители специфических изделий для разных видов промышленных процессов, в которых требуется модификация или восстановление поверхности. 
Наплавка импульсным лазером
Импульсный лазер отличается большой пиковой мощностью, работа по наплавке идёт вручную, в основном проволокой, или с помощью роботизированных систем (проволочная или порошковая). Наплавляемый материал подается в ванну расплава.
При ручной наплавке наблюдают процесс наплавки под микроскопом с увеличением 10—16 крат. В окуляре микроскопа находится перекрестие, по которому выставляется лазерный луч, поэтому оператор знает куда попадёт следующий импульс. Используемые диаметры сфокусированного луча лазера варьируется в пределах от 0,2—2,5 мм, в зависимости от диаметра подаваемой присадки (d пятна должен быть в 1,5—2 раза больше диаметра присадки, для перемешивания присадки с наплавляемой поверхностью), что позволяет минимизировать объёмы расплава и соответственно уменьшить тепловложения в обрабатываемый материал. В зону наплавки обычно подаётся инертный газ, предохраняющий ванну расплава от доступа кислорода воздуха. Ручная наплавка, в основном, применяется для получения первоначальных размеров изношенных или поврежденных деталей. Чаще всего используется для восстановления повреждённых деталей машин и пресс-форм. Поскольку процесс по сути является сваркой с присадкой наплавка идёт во время сварки некоторых деталей.
Роботизированная импульсная наплавка чаще применяется для новых изделий, так как позволяет снизить затраты на работу оператора и повысить скорость и точность процесса. 

## Преимущества лазерной наплавки
- Дозируемая энергия;
- Возможность локальной обработки поверхности;
- Отсутствие термических поводок, минимизация зоны термического влияния;
- возможность обработки деталей больших габаритов с большим расходом наплавляемого вещества;
- Быстрый нагрев и остывание наплавляемого материала;
- Возможность модификации поверхности;
- Высокая степень адгезии наплавляемого материала при небольшом перемешивании с основой[2].

## Применение
Лазерная наплавка получила широкое распространение в промышленности. Наиболее известные применения — это восстановление повреждённых поверхностей различных деталей машин, пресс-форм и фильер. Второе применение — это модификация поверхностности. Присадочные материалы могут отличаться по химическому составу от основы и иметь другие свойства. Таким образом упрочняют износившиеся кромки штампов, наплавляя более твёрдый материал.
Более новое применение это прототипирование деталей. Например, 3D-принтер, печатающий металлическим порошком, по сути сплавляет между собой слои порошка.